# 1643 en philosophie
Chronologie de la philosophie
- 1639
- 1640
- 1641
- 1642
- 1643
- 1644
- 1645
- 1646
- 1647

L’année 1643 a été marquée, en philosophie, par les événements suivants :

## Publications
- Antoine Arnauld :  De la fréquente communion où Les sentimens des pères, des papes et des Conciles, touchant l'usage des sacremens de pénitence et d'Eucharistie, sont fidèlement exposez. Paris : A. Vitré, 1643. Texte en ligne

- Caspar van Baerle : Faces augustae.

- Comenius : Pansophiae diatyposis, 1643, Danzig (En ligne) .

- René Descartes : début de la Correspondance avec Élisabeth, 1643 à 1649

- Claude Guillermet de Bérigard :  Circulus Pisanus, seu de veteri et peripatetica philosophia in Aristotelis libris de ortu et interitu, Udine, 1643« Dans son Circuli Pisani, publié en 1643, il tenta de faire revivre, comme on le dit communément, la philosophie ionique, ou corpusculaire, d'Anaxagore, opposée à la philosophie aristotélicienne. — Henry Hallam[1] »

- Thomas Hobbes : De motu, loco et tempore, (1643, latin) première édition avec le titre Critique du « De Mundo » de Thomas White, introduction, texte critique et notes par J. Jacquot et H.W. Jones, Paris, Vrin-CNRS, 1973.